# Trémilly
Trémilly is een gemeente in het Franse departement Haute-Marne (regio Grand Est) en telt 88 inwoners (2009). De plaats maakt deel uit van het arrondissement Saint-Dizier.
Trémilly was een zelfstandige gemeente tot in 1972. Op dat moment fuseerde het met Nully tot de nieuwe gemeente Nully-Trémilly. In 2005 werd de fusie ongedaan gemaakt en werden Nully en Trémilly terug zelfstandige gemeenten.

## Demografie
Onderstaande figuur toont het verloop van het inwonertal (bron: INSEE-tellingen).